# Porte de Mdina
La Porte de Mdina (en maltais : Il-Bieb tal-Imdina), également connue sous le nom de Porte Vilhena, est la porte principale de la ville fortifiée de Mdina, à Malte. Elle a été construite dans le style baroque en 1724 selon les plans de Charles François de Mondion, sous la magistrature du Grand Maître António Manoel de Vilhena.

## Histoire

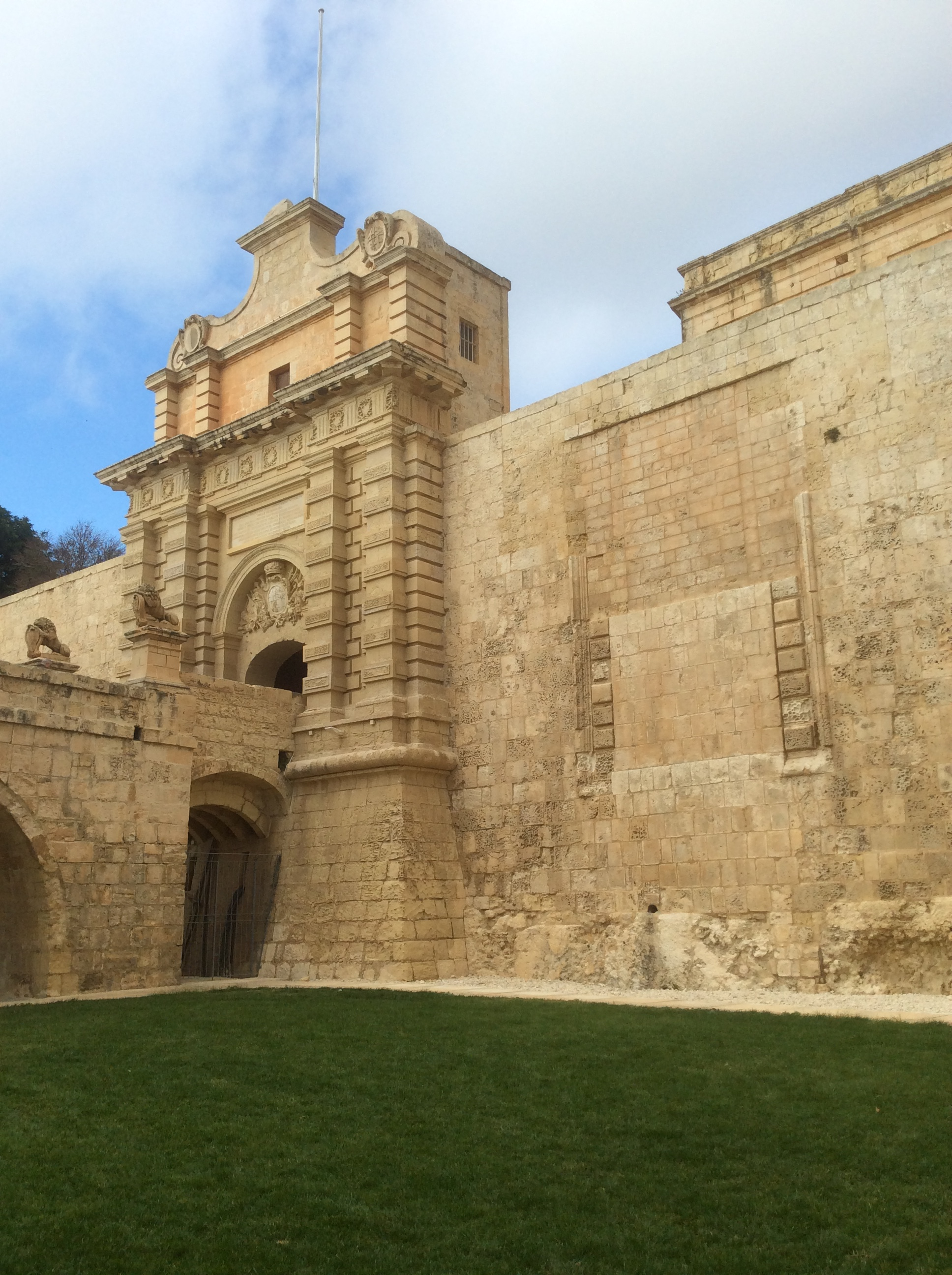
Porte de Mdina et l'entrée médiévale fortifiée

À l'époque médiévale, l'entrée principale de Mdina se composait de trois portes séparées par des cours. La porte extérieure s'appelait la Prima Porta Principale ou la Porta di Santa Maria, et elle était décorée des armoiries de Sua Cesarea Majestati en 1527. Une barbacane fut construite pour protéger la porte quelque temps après 1448, mais elle fut démolie en 1551 car elle n'était plus considérée comme apte à la défense. On pense que cette porte a été reconstruite par l'Ordre de Saint-Jean au début du XVIIe siècle.
En 1722, le Grand Maître António Manoel de Vilhena a donné des ordres pour la restauration et la rénovation de Mdina. L'entrée de la ville a été entièrement reconstruite et une nouvelle porte baroque a été construite selon les plans de l'architecte français Charles François de Mondion en 1724. Depuis que les cours derrière l'ancienne porte ont été démolies pour faire place au Palais Vilhena, la porte d'origine a été murée et la nouvelle a été construite à quelques mètres à sa gauche. Les fortifications médiévales de la ville ont également été reconstruites à cet endroit, et la Turri Mastra a été démolie et remplacée par la Torre dello Standardo,.
La porte de Mdina a été représentée sur une pièce commémorative en argent frappée par la Banque centrale de Malte en 1973. L'arrière de la porte, avec la Torre dello Standardo, a été représenté sur le billet de 5 livres maltaises en circulation entre 1989 et 2007.
La porte a été restaurée en 2008 par l'Unité de restauration du Département des travaux.
Aujourd'hui, la porte de Mdina est l'une des principales attractions touristiques de Mdina. La porte a été incluse sur la liste des antiquités de 1925. Elle est désormais classée monument national de grade 1 et figure également sur l' inventaire national des biens culturels des îles maltaises.

## Architecture

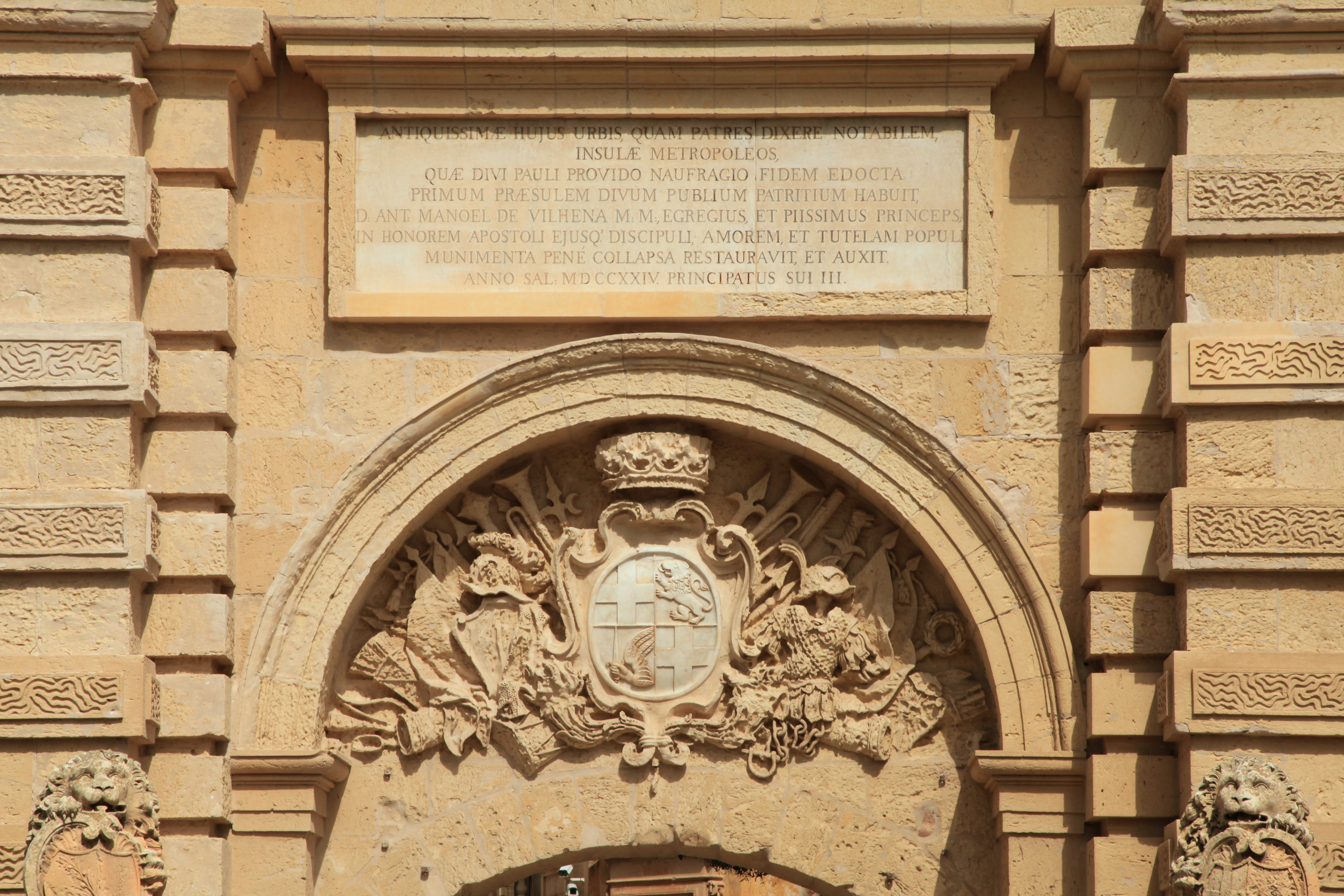
Inscription et armoiries de Vilhena

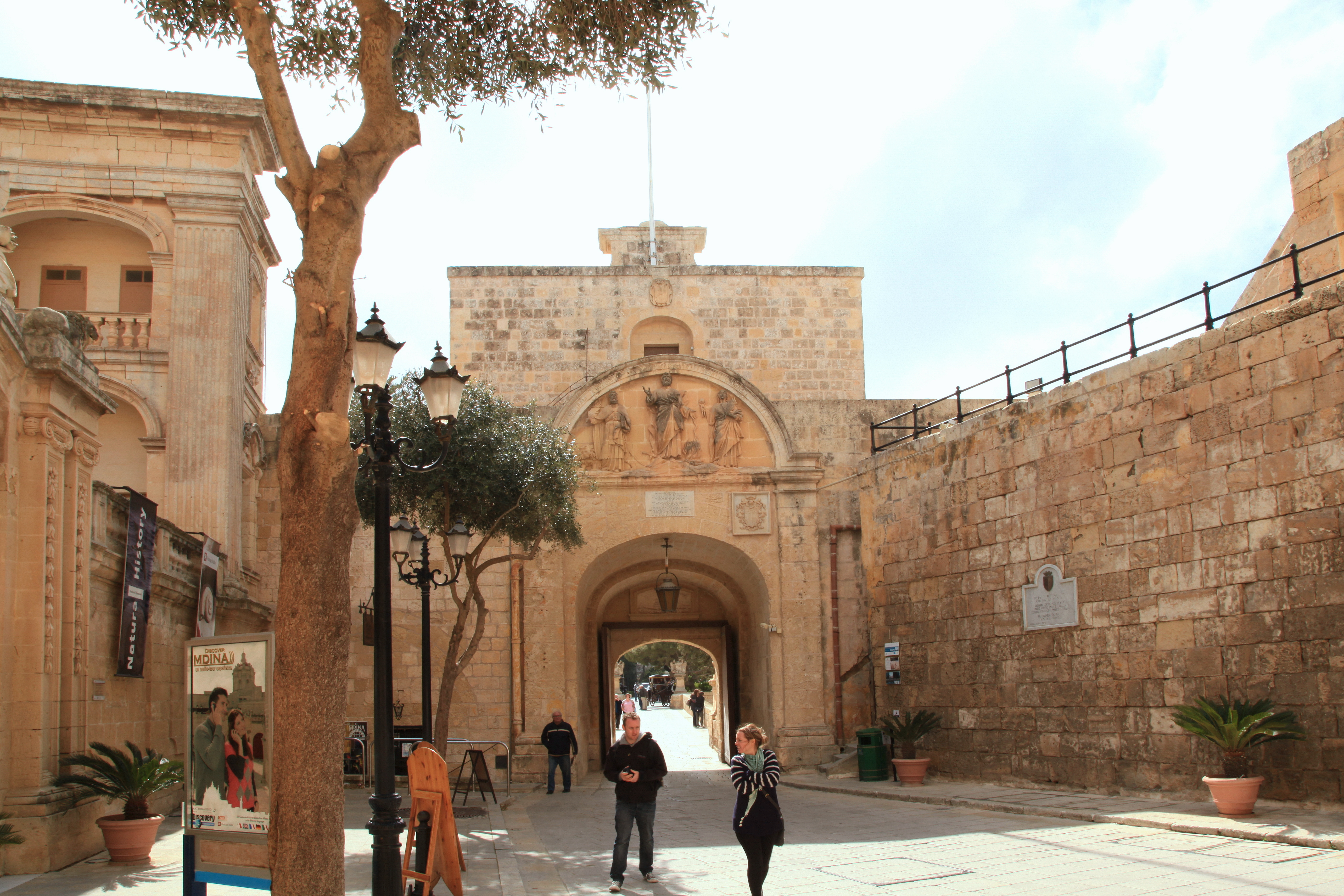
Arrière de la porte

La porte de Mdina se compose d'un portail baroque et d'une superstructure servant de guérite. Le portail est décoré de doubles pilastres, des armoiries du Grand Maître António Manoel de Vilhena et de la ville de Mdina, d'un trophée d'armes et d'une inscription latine indiquant :

« 
ANTIQUISSIMÆ HUJUS URBIS, QUAM PATRES DIXERE NOTABILEM,

INSULÆ METROPOLEOS,

QUÆ DIVI PAULI PROVIDO NAUFRAGIO FIDEM EDOCTA

PRIMUM PRÆSULEM DIVUM PUBLIUM PATRITIUM HABUIT,

D: ANT: MANOEL DE VILHENA M: M:, EGREGIUS, ET PIISSIMUS PRINCEPS;

IN HONOREM APOSTOLI EJUSQ.' DISCIPULI, AMOREM, ET TUTELAM POPULI;

MUNIMENTA PENÉ COLLAPSA RESTAURAVIT, ET AUXIT.

ANNO SAL: MDCCXXIV. PRINCIPATUS SUI III.
 »

L'arrière de la porte est orné de reliefs de saint Publius, de sainte Agathe et de saint Paul, qui sont les saints patrons de Malte.
Un pont de pierre voûté, orné de statues de lions tenant les armoiries de Vilhena ou de la ville de Rabat, mène à la porte. Un pont-levis en bois à la Vauban reliait à l'origine le pont à la porte.

## Dans la culture populaire
La porte de Mdina représentait l'une des portes de Port-Réal dans le tournage de Lord Snow, le troisième épisode de la première saison de Game of Thrones.